# Friederike Hausmann

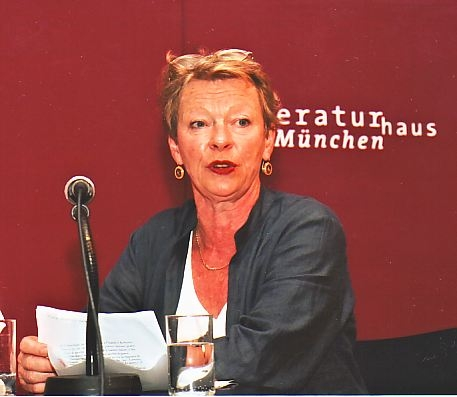
Friederike Hausmann im Juli 2006

Friederike Hausmann, geborene Dollinger (* 1945 in Creglingen), ist eine deutsche Autorin und Übersetzerin.

## Leben
Friederike Hausmann wuchs in Mainz, Nürnberg und München auf, wo sie heute wieder lebt. Sie studierte an der Freien Universität Berlin Geschichte und Latein fürs Lehrfach. Sie wurde durch ein Foto weltweit bekannt, auf dem sie sich über den sterbenden Benno Ohnesorg beugte. Dieser war unmittelbar zuvor als Teilnehmer an der Demonstration am 2. Juni 1967 in West-Berlin gegen den Schah von Persien von dem Polizeiobermeister und Stasi-Agenten Karl-Heinz Kurras gezielt in den Kopf geschossen worden. Nach dem Ersten Staatsexamen promovierte sie 1974 bei Richard Dietrich (Berlin) und Eberhard Weis (München) über die Agrarpolitik der Regierung Montgelas in Bayern als Problem des gesellschaftlichen Strukturwandels um die Wende vom 18. zum 19. Jahrhundert (Bern/Frankfurt am Main, 1975).
Als sie nach dem Zweiten Staatsexamen wegen ihres politischen Engagements während des Studiums nicht in den Schuldienst übernommen wurde (Radikalenerlass), übersiedelte sie nach Italien. Am Europäischen Hochschulinstitut in Florenz arbeitete sie sich in die italienische Geschichte des 19. und 20. Jahrhunderts ein und begann mit ersten Übersetzungen aus dem Italienischen. Seit ihrer Rückkehr aus Italien beschäftigt sie sich schreibend und übersetzend mit der politischen und kulturellen Geschichte Italiens von der Renaissance bis heute.
Friederike Hausmann ist Mitglied des Verbandes deutschsprachiger Übersetzer literarischer und wissenschaftlicher Werke (VdÜ) und des Münchner Übersetzerforums. In den Jahren 2005 bis 2010 arbeitete sie am Christoph-Probst-Gymnasium in Gilching bei München, wo sie die Fächer Latein und Geschichte unterrichtete sowie zeitweise die Schülerzeitung betreute.
2019 veröffentlichte sie eine Biographie der Papsttochter Lucrezia Borgia. 2020 wurde Hausmann als „große Vermittlerin des italienischen Sachbuchs“ für ihr Lebenswerk mit dem Deutsch-Italienischen Übersetzerpreis ausgezeichnet.

## Werke
- Die Agrarpolitik der Regierung Montgelas. Untersuchungen zum gesellschaftlichen Strukturwandel Bayerns um die Wende vom 18. zum 19. Jahrhundert. Lang, Bern/Frankfurt am Main 1975, ISBN 978-3-261-00957-9.
- Garibaldi. Die Geschichte eines Abenteurers, der Italien zur Einheit verhalf. Wagenbach, Berlin 1985 und 1999. Überarbeitete Neuausgabe 2011, ISBN 978-3-8031-2335-0.
- Zwischen Landgut und Piazza. Das Alltagsleben von Florenz in den Briefen Machiavellis an seine Freunde. Wagenbach, Berlin 1987 (Neuausgabe unter dem Titel: Machiavelli und Florenz. Eine Welt in Briefen. dtv, München 2001, ISBN 978-3-4233-0799-4).
- Kleine Geschichte Italiens von 1943 bis heute. Wagenbach 1989; 7., aktualisierte und erweiterte Neuausgabe: Kleine Geschichte Italiens von 1943 bis zur Ära nach Berlusconi. Wagenbach, 2006, ISBN 978-3-8031-2550-7.
- Die Macht aus dem Schatten. Alessandra Strozzi und Lucrezia Medici. Zwei Frauen im Florenz der Renaissance. Wagenbach, 1993, ISBN 978-3-8031-2221-6.
- Die deutschen Anarchisten von Chicago oder Warum Amerika den 1. Mai nicht kennt. Wagenbach, 1998, ISBN 978-3-8031-2862-1.
- Welche Geschichte erzählen uns Straßen, Plätze und Denkmäler? In: Klaus Wagenbach (Hrsg.): Nach Italien! Anleitung für eine glückliche Reise. Wagenbach, 2000, ISBN 978-3-8031-1188-3.
- Einleitung zu: Susanne Schüssler (Hrsg.): Berlusconis Italien – Italien gegen Berlusconi. Wagenbach, 2002, ISBN 978-3-8031-2450-0.
- Italien (= Die Deutschen und ihre Nachbarn). C. H. Beck, München 2009, ISBN 978-3-406-57854-0.
- Herrscherin im Paradies der Teufel. Maria Carolina, Königin von Neapel. C. H. Beck, München 2014, ISBN 978-3-4066-6695-7.
- Lucrezia Borgia. Glanz und Gewalt. C. H. Beck, München 2019, ISBN 978-3-4067-3326-0.
- Die deutschen Anarchisten von Chicago oder wie der 1. Mai entstand, Verlag Klaus Wagenbach, Berlin 2023, ISBN 978-3-8031-2862-1.

- Rundfunkfeatures (für den Bayerischen Rundfunk und den Hessischen Rundfunk) sowie Aufsätze und Rezensionen u. a. für Die Zeit, Neue Rundschau, Frankfurter Rundschau, Süddeutsche Zeitung, Stuttgarter Zeitung, taz und DU.

## Übersetzungen
- Giuliano Procacci: Geschichte Italiens und der Italiener. C. H. Beck, München 1983, ISBN 978-3-4060-9348-7.
- Lorenzo Camusso: Reisebuch Europa 1492. Wege durch die Alte Welt. Artemis, München 1991, ISBN 978-3-7608-1922-8.
- Giuseppe Tomasi di Lampedusa: Morgenröte der englischen Moderne. Wagenbach, 1995, ISBN 978-3-8031-1154-8.
- Carlo M. Cipolla: Geld-Abenteuer. Extra vagante Geschichten aus dem europäischen Wirtschaftsleben. Wagenbach, 1995, ISBN 978-3-8031-1150-0.
- mit Rita Seuss: Marco D’Eramo: Das Schwein und der Wolkenkratzer. Kunstmann, München 1996.
- Nuto Revelli: Der verschollene Deutsche. Tagebuch einer Spurensuche. C. H. Beck, 1996, ISBN 978-3-4064-0479-5.
- Carlo M. Cipolla: Die gezählte Zeit. Wagenbach, 1997, ISBN 978-3-8031-3591-9.
- Giampiero Carocci: Kurze Geschichte des amerikanischen Bürgerkriegs. Der Einbruch der Industrie in das Kriegshandwerk. Wagenbach, 1998, ISBN 978-3-8031-2281-0.
- Carlo M. Cipolla: Die Odyssee des spanischen Silbers. Conquistadores, Piraten, Kaufleute. Wagenbach, 1998, ISBN 978-3-8031-3594-0.
- Paolo Granzotto: Die Nacht der Prophezeiung. Claassen, Düsseldorf 1999, ISBN 978-3-5460-0161-8.
- Carlo M. Cipolla: Segel und Kanonen. Die europäische Expansion zur See. Wagenbach, 1999, ISBN 978-3-8031-3602-2.
- mit Gesa Schröder: Paolo Rumiz: Masken für ein Massaker. Der manipulierte Krieg: Spurensuche auf dem Balkan. Kunstmann, 2000, ISBN 978-3-8889-7239-3.
- Maurizio Viroli: Das Lächeln des Niccolò. Machiavelli und seine Zeit. Pendo, Zürich 2000, ISBN 978-3-4996-1307-4.
- Carlo Feltrinelli: Senior Service. Hanser, München 2001, ISBN 978-3-446-25567-8.
- Livio Sirovich: Ihr Lieben, schreibt mir nicht alles. Eine jüdische Familie in Litauen 1935-1941 Kunstmann, 2001, ISBN 978-3-8889-7280-5.
- Maurizio Viroli: Die Idee der republikanischen Freiheit. Pendo, 2001, ISBN 978-3-8584-2459-4.
- Luigi Pintor: Der Mispelbaum. Wagenbach, 2002, ISBN 978-3-8031-1204-0.
- mit Maja Pflug: Giuseppe Genna: Im Namen von Ismael. Diogenes, Zürich 2002, ISBN 978-3-2578-6086-3.
- mit Michaela Kaiser und Walter Kögler: Barbara Spinelli: Der Gebrauch der Erinnerung. Kunstmann, 2002, ISBN 978-3-8889-7312-3.
- mit Maja Pflug: Sorti Monaldi: Imprimatur. Claassen, Düsseldorf  2003, ISBN 978-3-5460-0335-3.
- Francesco Petrarca: Das einsame Leben. (aus dem Lateinischen), Klett-Cotta, Stuttgart 2004, ISBN 978-3-6089-3348-2.
- Paolo Flores D’Arcais: Die Demokratie beim Wort nehmen. Wagenbach, 2004, ISBN 978-3-8031-2496-8.
- mit Martin Pfeiffer: Umberto Eco: Geschichte der Schönheit. Hanser, 2004, ISBN 978-3-4462-0478-2.
- Salvatore Settis: Die Zukunft des Klassischen. Eine Idee im Wandel der Zeiten. Wagenbach, Berlin 2005, ISBN 3-8031-5172-4.
- Girolamo Arnaldi: Italien und seine Invasoren. Wagenbach, 2005, ISBN 978-3-8031-3617-6.
- Paul Ginsborg: Berlusconi. (aus dem Englischen), Wagenbach, 2005, ISBN 978-3-8031-2497-5.
- mit Moshe Kahn: Andrea Camilleri: Italienische Verhältnisse. Wagenbach, 2005, ISBN 978-3-8031-2524-8.
- Daniela Rossi: Die Welt der namenlosen Dinge. Kunstmann, 2006, ISBN 978-3-8889-7407-6.
- Joseph Ratzinger, Paolo Flores d’Arcais: Gibt es Gott? Wagenbach, 2006, ISBN 978-3-80312627-6.
- Lilli Gruber: Tschador. Im geteilten Herzen des Iran. Heyne, München 2007, ISBN 978-3-4536-0053-9.
- mit Maja Pflug: Rossana Rossanda: Die Tochter des 20. Jahrhunderts. Suhrkamp, Frankfurt am Main 2007, ISBN 978-3-5184-1936-6.
- mit Sigrid Vagt und Petra Kaiser: Umberto Eco: Geschichte der Hässlichkeit. Hanser, 2007, ISBN 978-3-4462-0939-8.
- mit Rita Seuß: Roberto Saviano: Gomorrha. dtv, 2009, ISBN 978-3-4233-4529-3.
- Paul Ginsborg: Wie Demokratie leben. Wagenbach, 2008, ISBN 978-3-8031-2581-1.
- mit Petra Kaiser: Curzio Maltese: Scheinheilige Geschäfte. Die Finanzen des Vatikans. Kunstmann, München 2009, ISBN 978-3-8889-7558-5.
- mit Rita Seuß: Roberto Saviano: Das Gegenteil von Tod. Hanser, 2009, ISBN 978-3-4462-5712-2.
- mit Rita Seuß: Fabrizio Gatti: Bilal. Als Illegaler auf dem Weg nach Europa. Kunstmann, 2010, ISBN 978-3-8889-7587-5.
- mit Rita Seuß: Paul Ginsborg: Italien retten. Wagenbach, Berlin 2011, ISBN 978-3-8031-2655-9.
- mit Rita Seuß: Roberto Saviano: Der Kampf geht weiter. Hanser, 2012, ISBN 978-3-4462-3881-7.
- Gian Enrico Rusconi: Cavour und Bismarck. Zwei Staatsmänner im Spannungsfeld von Liberalismus und Cäsarismus. Oldenbourg Verlag, München 2013, ISBN 978-3-4867-1533-0.
- Alberto Riva (Hrsg.): Oscar Niemeyer, Wir müssen die Welt verändern. Kunstmann, München 2013, ISBN 978-3-8889-7871-5.
- Ernesto Ferrero: Die Geschichte von Quirina, dem Maulwurf und einem Garten in den Bergen. Kunstmann, München 2015, ISBN 978-3-9561-4025-9.